# NOFV-Futsal-Liga 2017/18
Die NOFV-Futsal-Liga 2017/18 war die fünfte Saison der NOFV-Futsal-Liga, der höchsten Futsalspielklasse in Nordostdeutschland. Meister wurde der VfL 05 Hohenstein-Ernstthal vor dem Team 1894 Berlin. Beide Mannschaften qualifizierten sich für die Deutsche Futsal-Meisterschaft 2018.

## Tabelle
| Pl. | Verein                          | Sp. | S  | U | N  | Tore    | Diff. | Punkte |
| --- | ------------------------------- | --- | -- | - | -- | ------- | ----- | ------ |
| 1.  | VfL 05 Hohenstein-Ernstthal (M) | 18  | 17 | 0 | 1  | 206:310 | +175  | 51     |
| 2.  | 1894 Berlin                     | 18  | 15 | 1 | 2  | 165:750 | +90   | 46     |
| 3.  | FC Liria Berlin                 | 18  | 11 | 1 | 6  | 166:116 | +50   | 34     |
| 4.  | FK Srbija Berlin                | 18  | 10 | 3 | 5  | 097:800 | +17   | 33     |
| 5.  | CFC Hertha 06                   | 18  | 9  | 4 | 5  | 088:760 | +12   | 31     |
| 6.  | Rot-Weiß Neuenhagen             | 18  | 8  | 2 | 8  | 121:640 | +57   | 26     |
| 7.  | SC Borea Dresden                | 18  | 5  | 2 | 11 | 093:144 | −51   | 17     |
| 8.  | HSG Universität Greifswald      | 18  | 4  | 2 | 12 | 090:116 | −26   | 14     |
| 9.  | SV Eintracht Magdeburg          | 18  | 2  | 1 | 15 | 065:245 | −180  | 07     |
| 10. | UFK Potsdam 08                  | 18  | 1  | 0 | 17 | 041:185 | −144  | 03     |

| Zum Saisonende 2017/18: |
| Meister und Teilnahme an der Deutschen Futsal-Meisterschaft 2018: VfL 05 Hohenstein-Ernstthal Teilnahme an der Deutschen Futsal-Meisterschaft: 1894 Berlin |